# 鈴木広 (社会学者)
鈴木広（鈴木廣、すずき ひろし、1931年3月6日 - 2014年11月13日）は、日本の社会学者、九州大学名誉教授。

## 略歴
北海道函館市出身。1958年東北大学大学院文学研究科博士課程満期退学、1961年「都市研究における基礎概念」で文学博士。1959年九州大学文学部助教授、教授となる。1995年定年退官、名誉教授、久留米大学教授を務め、2007年退任。日本都市社会学会会長を務めた。

## 著書
- 『都市的世界』誠信書房 1970
- 『都市化の研究 社会移動とコミュニティ』恒星社厚生閣 1986

### 共編著
- 『現代社会の人間的状況』編 アカデミア出版会 1978
- 『コミュニティ・モラールと社会移動の研究』編 アカデミア出版会 1978
- 『人間存在の社会学的構造』中村正夫共編 アカデミア出版会 1983
- 『都市社会学』倉沢進共編著 アカデミア出版会 1984
- 『社会学群像 1 (外国編 1)』秋元律郎共編著 アカデミア出版会 1985
- 『現代社会を解読する』編著 ミネルヴァ書房 1987
- 『都市化の社会学理論 シカゴ学派からの展開』秋元律郎,倉沢進共編著 ミネルヴァ書房 1987
- 『社会理論と社会体制』編 アカデミア出版会 1987
- 『現代社会学群像』徳永恂共編 恒星社厚生閣 1990
- 『現代都市を解読する』編著 ミネルヴァ書房 1992
- 『社会学と現代社会』友枝敏雄,木下謙治,三隅一人共編 恒星社厚生閣 1993
- 『まちを設計する 実践と思想』三浦典子,木下謙治, 豊田謙二共編 九州大学出版会 1997
- 『災害都市の研究 島原市と普賢岳』編 九州大学出版会 1998

### 翻訳
- カール・マンハイム『世代・競争』田野崎昭夫共訳 誠信書房 1958
- ライト・ミルズ『社会学的想像力』紀伊国屋書店 1965
- 『都市化の社会学』訳編 誠信書房 1965
- セイモア・マーチン・リプセット, ラインハード・ベンディクス『産業社会の構造 社会的移動の比較分析』サイマル出版会 1969
- セイモア・M.リプセット『革命と反革命 歴史の断絶と連続性を考察した《国際比較研究》』千石好郎,篠原隆弘共訳 サイマル出版会 1972
- タルコット・パーソンズ 他著『都市化の社会学』編 誠信書房 1978
- O.F.ボルダ編『社会変革の挑戦』監訳 ミネルヴァ書房 1987
- W.J.モムゼン, W シュベントカー, J. オースターハメル編著『マックス・ヴェーバーとその同時代人群像』米沢和彦、嘉目克彦共監訳 ミネルヴァ書房 1994
- フロイド・ハンター『コミュニティの権力構造 政策決定者の研究』監訳 恒星社厚生閣 1998